# Bolesław dobrzyński
Bolesław dobrzyński (ur. ok. między 1303 a 1306, zmarł między 1 października 1327 a 12 marca 1329, prawdop. w 1328) – książę dobrzyński w latach 1312–1327/1328 (do 1316 pod opieką matki, następnie wspólnie ze starszym bratem Władysławem Garbatym), książę łęczycki od 1327/1328 z dynastii Piastów. Syn księcia dobrzyńskiego Siemowita i Anastazji, córki księcia halickiego Lwa I.

## Życiorys
Bolesław urodził się ok. między 1303 a 1306. Był drugim lub trzecim według starszeństwa synem księcia dobrzyńskiego Siemowita i Anastazji, córki Lwa I halickiego. Nie wiadomo, po kim otrzymał imię. Przypuszcza się, że miało ono nawiązywać do Bolesława II płockiego, brata stryjecznego jego ojca.
Nigdy nie sprawował samodzielnej władzy. Po śmierci ojca w 1312 znajdował się pod opieką matki, zaś od 1316 współrządził ze starszym bratem Władysławem Garbatym, z którym od 1322 wspólnie wystawiał dokumenty. Po raz pierwszy w źródłach pojawia się (razem z matką i bratem) w dokumencie biskupa płockiego Floriana z 10 lipca 1316 dotyczącym układu w sprawie dziesięcin. W 1323 razem z Władysławem Garbatym ufundował szpital bożogrobców w Rypinie. Ostatni znany wspólny dokument bracia wystawili 20 marca 1326.
Bolesław brał jeszcze udział w zamianie dzielnicy dobrzyńskiej na łęczycką, która w obliczu zagrożenia krzyżackiego została zawarta na przełomie 1327/1328 między książętami dobrzyńskimi a ich stryjem, królem Polski Władysławem Łokietkiem. Najwcześniej układ ten mógł być zawarty 1 października 1327. 12 marca 1329 Władysław Garbaty wystawił pierwszy znany dokument bez udziału Bolesława. Nie jest wiadome, aby bracia dokonali podziału księstwa łęczyckiego, nie są również znane dokumenty samodzielnie wystawione przez Bolesława. W związku z powyższym uznaje się, że Bolesław zmarł między 1 października 1327 a 12 marca 1329. Przypuszcza się, że jego zgon nastąpił w 1328, wkrótce po zamianie dzielnic, gdyż tylko nieliczni świadkowie pamiętali, że brał on w niej udział. Źródła nie przekazały informacji o małżeństwie księcia i miejscu jego pochowania.

## Literatura dodatkowa
- Karwasińska J., Bolesław, [w:] Polski Słownik Biograficzny, t. II, Polska Akademia Umiejętności – Skład Główny w Księgarniach Gebethnera i Wolffa, Kraków 1936, s. 270. Reprint: Zakład Narodowy im. Ossolińskich, Kraków 1989, ISBN 83-04-03291-0.